# СЭТ-40
СЭТ-40 — тип советских противолодочных малогабаритных электрических самонаводящихся акустических торпед для поражения малошумящих подводных лодок. Торпеда была разработана в 1960-х годах и состояла на вооружении надводных кораблей, подводных лодок и морской авиации СССР и стран Варшавского договора. 

## История проектирования
Торпеда СЭТ-40 создавалась в НИИ-400 (ныне — ЦНИИ «Гидроприбор») под руководством главного конструктора В. И. Сендерихина. Прибор самонаведения с активно-пассивной акустической системой разрабатывался под руководством главного конструктора Ю. Б. Наумова.
В 1962 году торпеда СЭТ-40 поступила на вооружение ВМФ СССР и успешно использовалась надводными кораблями и подводными лодками.

## Конструкция
Торпеда СЭТ-40 имела сигарообразную форму и была разделена на 4 основных отсека:
1. Приборный отсек;
2. Боевое зарядное отделение;
3. Аккумуляторное отделение;
4. Хвостовая часть.

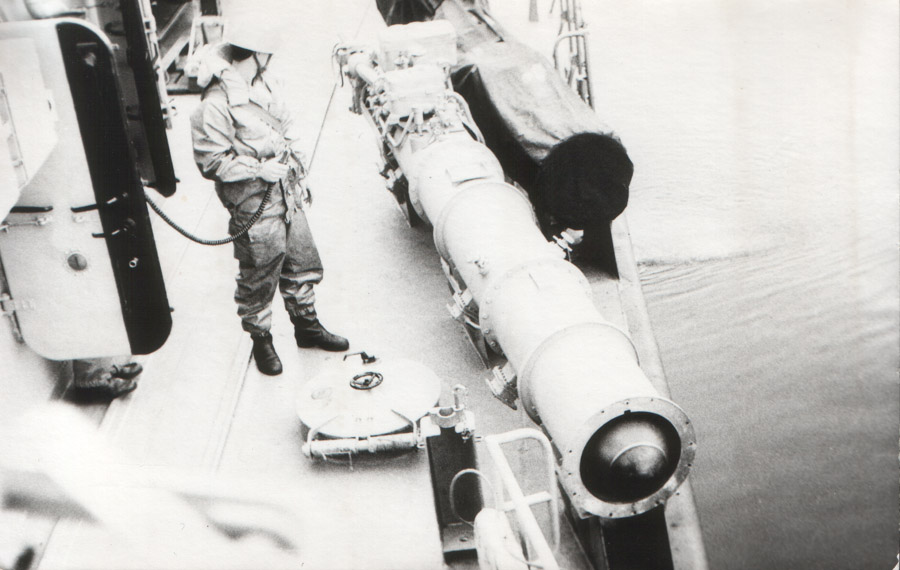
СЭТ-40 в торпедном аппарате. Под чёрным кожухом в носу находится аппаратура самонаведения.

В приборном отсеке устанавливалась акустическая активно-пассивная система самонаведения. В боевом зарядном отделении торпеды находились неконтактный акустический взрыватель, запальное устройство и взрывчатое вещество. В аккумуляторном отделении помещалась серебряно-цинковая аккумуляторная батарея типа М3-2. В хвостовой части располагались силовая установка и механизмы, управляющие движением торпеды, гребной винт и четыре пера с вертикальными и горизонтальными рулями для управления торпедой по направлению и глубине.

## Принцип работы
Перед выстрелом торпеды с помощью прибора управления торпедной стрельбой (ПУТС) в неё вводились расчётные параметры движения цели. После выхода торпеды из торпедного аппарата и запуска электродвигателя постоянного тока, торпеда развивала скорость 29 узлов и устремлялась в направлении цели. Во время движения электрическая торпеда не оставляла видимого следа, чем обеспечивала скрытность атаки. Если торпеда по какой-либо причине начинала уклоняться от заданного направления, то прибор курса действовал на электро-гидравлическую рулевую машинку управляющую вертикальными рулями и направлял торпеду по заданному курсу. Если торпеда начинала уклоняться от заданной глубины, то изменившееся давление наружной воды действовало на автомат глубины, который передавал соответствующее усилие на электро-гидравлическую рулевую машинку управляющую горизонтальными рулями и торпеда возвращалась на заданную глубину хода. При выходе торпеды в зону действия аппаратуры самонаведения, её активно-пассивная гидроакустическая система осуществляла гидролокацию подводной лодки-цели и управляла рулями, обеспечивая выход торпеды на цель. Как только торпеда входила в зону действия неконтактного акустического взрывателя, происходило замыкание цепи запала и воспламенение взрывчатого вещества, вызывая взрыв заряда БЧ и поражение цели.

## Модификации
- СЭТ-40 — базовая модель торпеды принятая на вооружение в 1962 году.
- СЭТ-40 учебно-тренировочная — в головной части отсутствовала аппаратура самонаведения, имелся рым для транспортировки.
- СЭТ-40У — усовершенствованная модификация с улучшенной батареей и новой ССН «Сапфир». Принята на вооружение в 1966 году.